# سیارک ۷۶۵۶
سیارک ۷۶۵۶ (به انگلیسی: 7656 Joemontani، نامگذاری:1992HX) هفت هزار و ششصد و پنجاه و ششمین سیارک کشف شده‌است که در ۲۴ آوریل ۱۹۹۲ کشف شد.
قدر مطلق سیارک برابر ۱۴٫۰۰ است.